# ناحیه جهران
ناحیهٔ جهران (به عربی: مدیریة جهران) یک ناحیه در یمن است که در استان ذمار واقع شده‌است. ناحیهٔ جهران ۸۶٬۵۹۰ نفر جمعیت دارد.